# UPT Sori Panihi Sp5
UPT Sori Panihi Sp5 is een bestuurslaag in het regentschap Bima van de provincie West-Nusa Tenggara, Indonesië. UPT Sori Panihi Sp5 telt 202 inwoners (volkstelling 2010).